# Französische Kapelle (Soest)

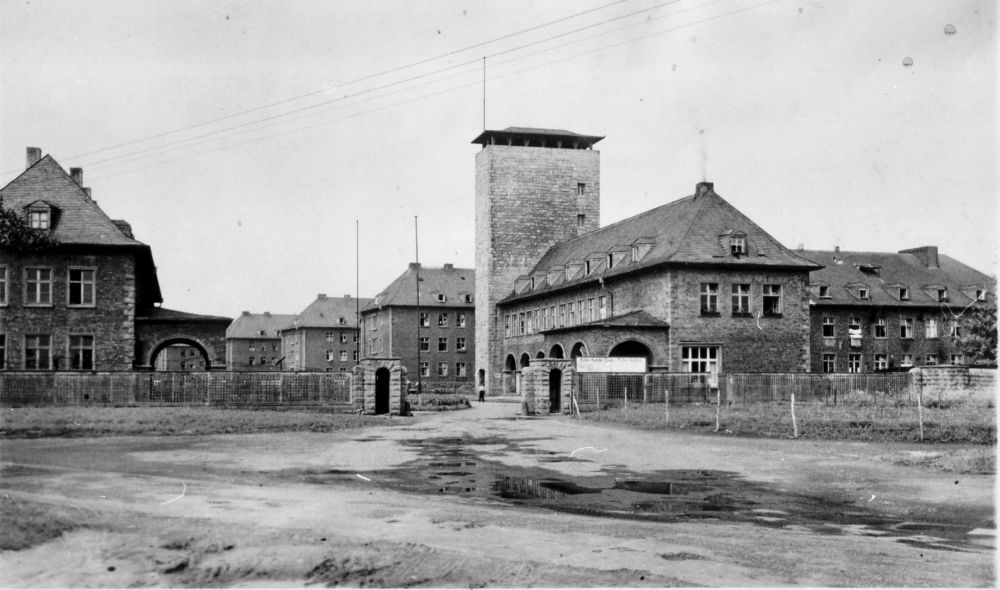
Eingangsbereich der Kaserne, in der sich die Kapelle befindet, historisches Foto

Die Französische Kapelle in Soest in Westfalen ist ein im Jahre 1940 von französischen Kriegsgefangenen ausgestalteter Sakralraum von 7,5 m Länge und 6 m Breite im Block I der Colonel-BEM-Adam-Kaserne in Soest. Die Kapelle gehört heute kirchenrechtlich zur katholischen Heilig-Kreuz-Gemeinde in Soest, ist de facto aber zu einem Ort ökumenischer Begegnung geworden.
Neben diesem katholischen Andachtsraum gab es ursprünglich auch ein evangelisches Gegenstück, das aber schon seit Oktober 1944 nicht mehr existiert.

## Geschichte

### Vorgeschichte
Der Bau von insgesamt vier Kasernen in Soest in der ersten Hälfte des 20. Jahrhunderts ist eng verbunden mit der jeweiligen starken allgemeinen Aufrüstung vor den beiden Weltkriegen.
Die jüngste der Soester Kasernen ist die von den Nationalsozialisten ab 1938 errichtete Infanteriekaserne, die in den 1950er Jahren von den dort stationierten belgischen Besatzungstruppen den Namen „Colonel-BEM-Adam-Kaserne“ erhielt. Sie war für etwa 800 Soldaten auf einem Gelände von ca. 10 ha Größe geplant worden.

### Nutzung der Kaserne als Gefangenenlager

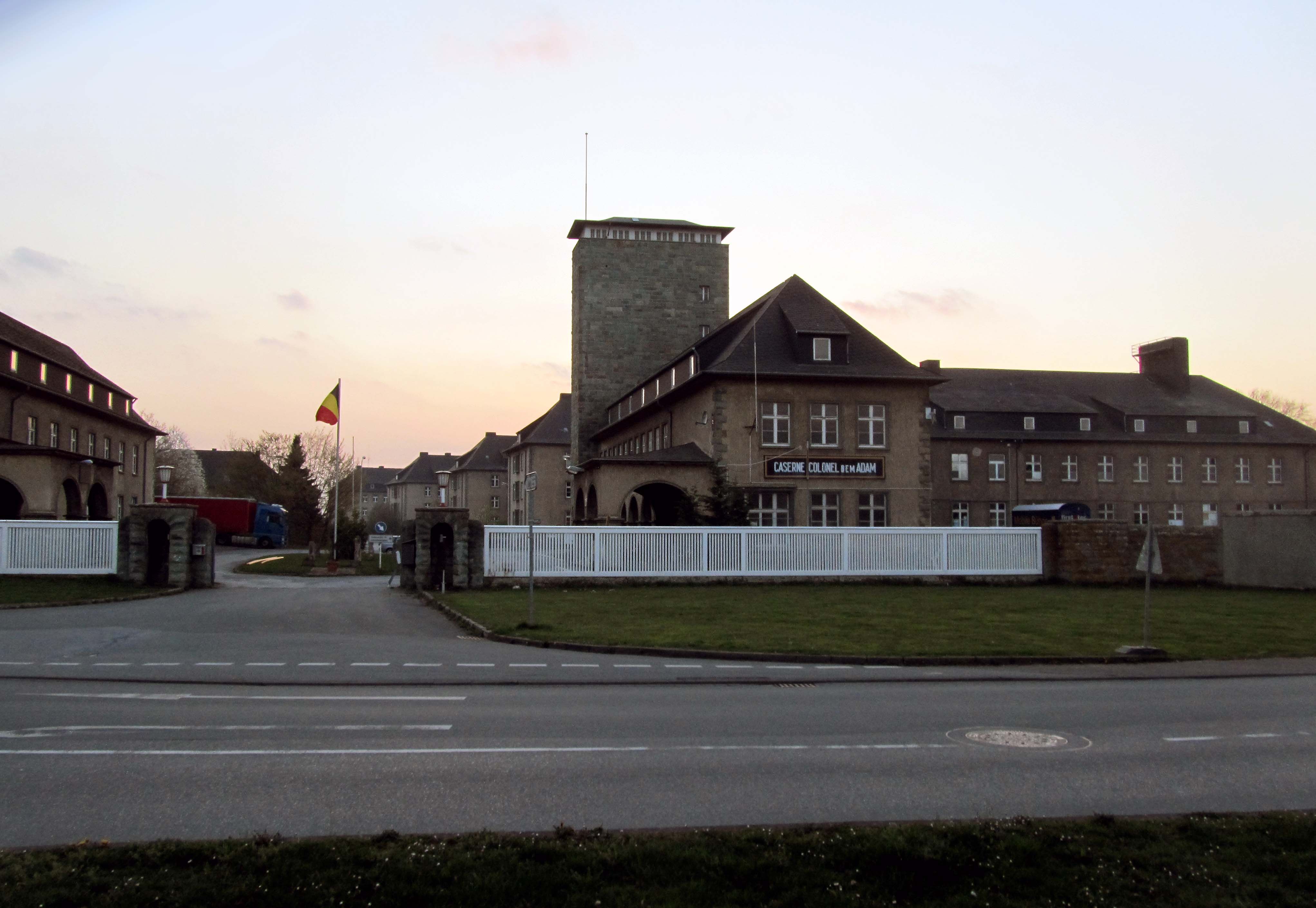
Die ehemalige Kaserne Colonel BEM Adam in Soest im April 2011

Bis zum Ausbruch des Zweiten Weltkriegs am 1. September 1939 war die Kaserne noch nicht fertiggestellt. Dennoch wurden hier schon kurz nach Beginn des Krieges polnische Soldaten als Gefangene untergebracht. Am 15. November 1939 wurde die noch unfertige Anlage dann zum Stammlager für Mannschaftsdienstgrade, dem Stalag VI E. Nachdem bereits ab Anfang Juni 1940 die ersten gefangenen Offiziere belgischer Nationalität eintrafen, wurde sie ab dem 5. Juni 1940 zum Offizierslager und in Oflag VI A umbenannt (1. Kriegsgefangenenlager für Offiziere im Wehrkreis VI). Nach dem Waffenstillstand mit den Niederlanden wurde die Kaserne auch zum Gefangenenlager für niederländische Offiziere.
Die erste große Schar französischer Offiziere (insgesamt 1.277) erreichte Soest am 31. Juli 1940. Sie waren in Lothringen gefangen genommen worden und wurden von Nancy aus mit der Bahn nach Soest verbracht. Die Kaserne wurde in der Folge nach und nach zum reinen französischen Offizierslager, denn im August 1940 trafen weitere 600 französische Offiziere aus dem Oflag VI B Dössel bei Warburg ein und im Februar 1941 weitere 300 aus dem aufgelösten Oflag XVIII C Spittal in Österreich.
Ab Februar 1941 waren in der Kaserne, die für 800 Soldaten gebaut worden war, etwa 2.000 gefangene Offiziere und Ordonnanzen untergebracht. Im September 1944 wurde das Oflag VI D Münster mit rund 2.500 gefangenen französischen Offizieren nach Soest verlegt, was eine drangvolle Enge zur Folge hatte. Die bisher in vier Mannschaftsblöcken lebenden Offiziere des Oflag VI A mussten auf zwei Blöcke zusammenrücken. Am 19. März 1945 trafen dann noch einmal 1.200 Offiziere nach einem fast achtwöchigen Fußmarsch in Soest ein. Sie kamen aus dem aufgelösten Oflag II B Arnswalde in Pommern.
Befreit wurde das Lager am 6. April 1945 durch die Amerikaner; insgesamt ist von mehr als 5.000 Franzosen und 1.000 Russen die Rede. Letztere waren in einem abgetrennten Teil des Lagers untergebracht. Allerdings ist von ihnen sehr wenig bekannt; wahrscheinlich kamen sie erst in den letzten Kriegsmonaten nach Soest.

### Die Französische Kapelle

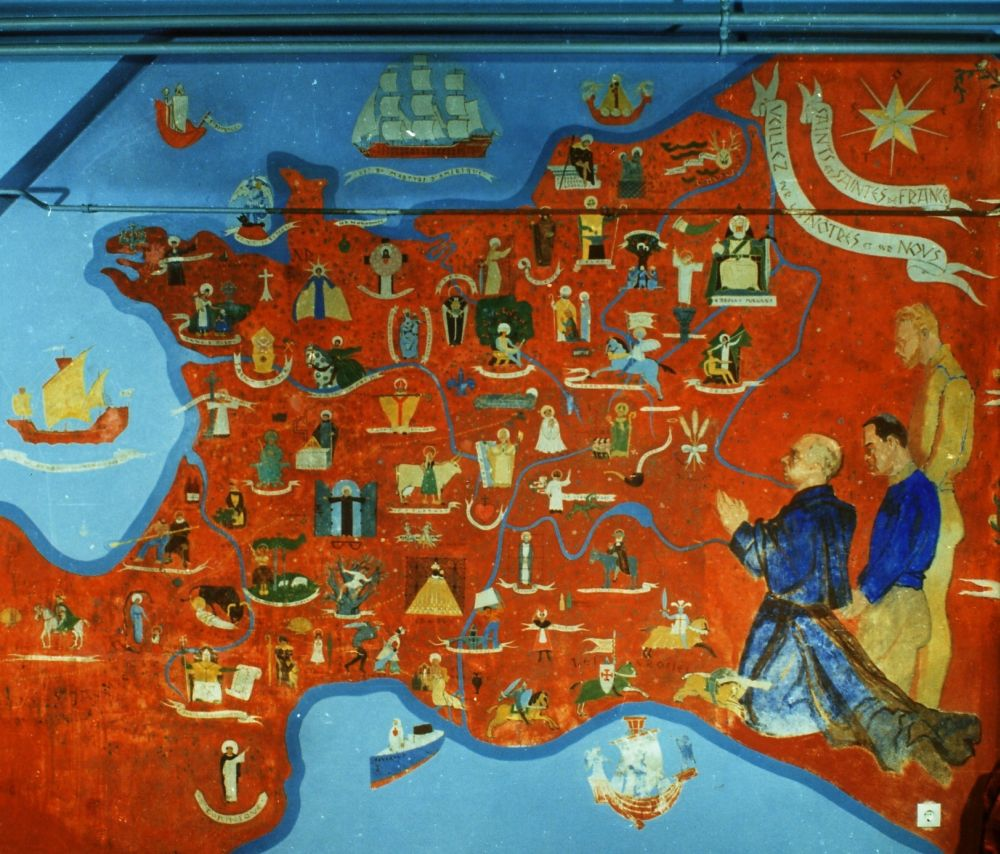
Innenansicht – Heiligenkarte

Unter den am 31. Juli 1940 angekommenen Offizieren waren 32 katholische Priester, wahrscheinlich auch ein evangelischer Geistlicher und 110 Hochschulprofessoren. Der Dechant der katholischen Priester, Oberstleutnant Joseph Collin, Erzpriester aus Montmédy, hatte sich nach dem Bezug des Lagers für die Einrichtung einer katholischen Kapelle eingesetzt. Er berief sich dabei auf Artikel 16 der Genfer Konvention, der es Offizieren erlaubt, ihren Glauben frei zu praktizieren. Die Gestaltung eines Raumes im Dachgeschoss des ersten Mannschaftsblocks, den man den Katholiken zur Verfügung stellte, wurde einer Gruppe von Künstlern übertragen.
Hauptmann René Viellard, Feldprediger, übernahm die Auswahl der ikonographischen Themen für die Ausgestaltung der Kapelle. René Coulon und Guillaume Gillet, beide Absolventen der École des Beaux-Arts in Paris, wo sie Literatur, Malerei und Architektur studiert hatten, malten den Raum mit Unterstützung einiger Mitarbeiter aus.

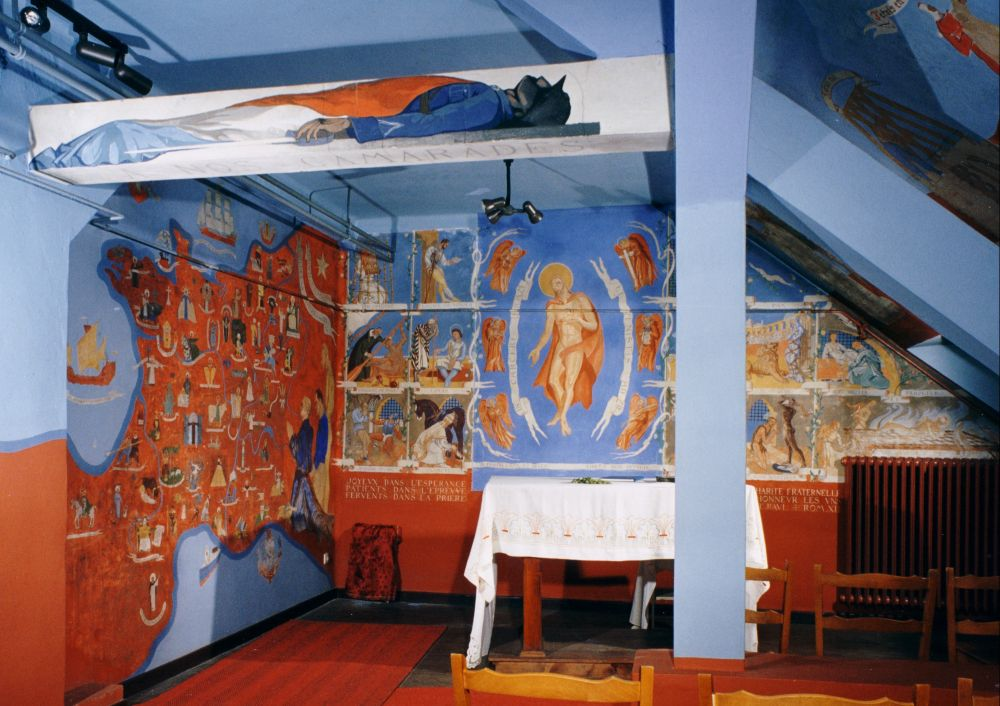
Innenansicht der Kapelle

Jeder Wand wurde ein Thema zugeordnet:
- Südwand: Der auferstandene Christus, umgeben von sechs Engeln, die die Marterwerkzeuge der Passion tragen.
- Westwand (Dachschräge): Die Berufe aus christlicher Sicht und die sechs Werke der Barmherzigkeit aus dem Matthäus-Evangelium.
- Nordwand: Eine Pietà
- Ostwand: Eine Frankreichkarte ohne Grenzen mit Darstellungen der Heiligen Frankreichs.
- Süd-, West- und Nordwand wurden von Guillaume Gillet gestaltet, während die Ostwand auf den Künstler René Coulon zurückgeht.
- Der Altar und das Altartuch wurden von den Hauptleuten de Léger und Jean Catillon hergestellt.

Als vorherrschende Farben für die Ausmalung der Kapelle wurden in Anlehnung an die Trikolore Blau, Weiß und Rot gewählt.

## Nutzung heute
Die Französische Kapelle ist heute Mittelpunkt der Gedenkstätte „Colonel-BEM-Adam-Kaserne“, die 1995 unter Denkmalschutz gestellt wurde, denn Gebäude und Kapelle sind fast unverändert erhalten geblieben.  Die Französische Kapelle selbst ist ein einmaliges Kunstwerk von europäischer Dimension; sie bietet noch heute Gelegenheit, dem religiösen Empfinden der hier für fünf Jahre eingesperrten Franzosen nachzuspüren.
Seit 1997 bemüht sich der Verein „Geschichtswerkstatt Französische Kapelle Soest“, nicht nur die Geschichte des Kriegsgefangenenlagers zusammenzutragen, aufzuarbeiten und zu dokumentieren, sondern auch die der folgenden Nutzer: ehemalige Zwangsarbeiter, jetzt Displaced persons (1945–1946), Ostvertriebene aus Schlesien (1946–1951) und belgische Besatzungstruppen (1951–1994).
Anfang 2018 ist die weitere Ausgestaltung und museale Nutzung ein Thema der Soester Lokalpolitik, insbesondere wegen der Finanzierung als mögliches künftiges Museum. Die Beteiligten, darunter die Stiftung „Museum der Belgischen Streitkräfte in Deutschland“ und der Landschaftsverband Westfalen-Lippe LWL, bemühen sich um ein Konzept dafür.